# Fosinopril
Il Fosinopril (o fosinoprile) appartiene alla classe dei farmaci ACE inibitori. Questo principio attivo si lega a quest’ultimo enzima, grazie al gruppo fosfinato presente nella struttura e inibendolo impedisce la conversione dell’angiotensina I in angiotensina II.
Fosinopril è un farmaco utilizzato in genere per il trattamento dell’ipertensione e dell’insufficienza cardiaca  sintomatica.
Si trova in commercio come farmaco generico (equivalente) anche in associazione con Idroclorotiazide.

## Indicazioni
È utilizzato come medicinale in cardiologia contro l'ipertensione, inoltre è impiegato come coadiuvante nel trattamento dell’insufficienza cardiaca sintomatica e dopo un infarto miocardico acuto. Viene utilizzato inoltre per rallentare la velocità di progressione della malattia renale nei soggetti ipertesi che presentano diabete mellito e microalbuminuria o nefropatia conclamata.
Il Fosinopril appartiene ad un gruppo di medicinali chiamati ACE inibitori perché inibiscono l’enzima di conversione dell’angiotensina. Gli ACE inibitori agiscono dilatando i vasi sanguigni e migliorando la funzionalità del cuore. Per trattare l’insufficienza cardiaca, il Fosinopril viene dato in associazione con un diuretico l’idroclorotiazide, un farmaco che viene utilizzato nei pazienti ipertesi e che ha la funzione di aumentare la produzione di urina.

## Dosaggio
Il Fosinopril deve essere somministrato per via orale, ogni giorno alla stessa ora, accompagnato da un bicchiere d'acqua. Può essere assunto sia a stomaco pieno ma anche a digiuno in quanto il cibo non influenza l’assorbimento del farmaco. La dose deve essere individualizzata in funzione del profilo del paziente e della risposta pressoria. Per il trattamento dell’ipertensione il fosinopril può essere usato in monoterapia o in associazione con altre classi di farmaci antipertensivi, quali i diuretici.
Il trattamento con il Fosinopril consiste nella somministrazione di una dose iniziale di 10 mg una volta al giorno. Successivamente si può aumentare gradualmente la dose fino alla comparsa dell'effetto terapeutico, ma mai superando la dose di 40 mg.

### Sovradosaggio
Sono disponibili solo dati limitati di sovradosaggio nell’uomo.
Gli effetti associati a un sovradosaggio di ACE inibitori includono ipotensione, shock circolatorio, disturbi elettrolitici, insufficienza renale, iperventilazione, tachicardia, palpitazioni, bradicardia, vertigini, ansia e tosse.
Il trattamento raccomandato del sovradosaggio è un’infusione endovenosa di una normale soluzione fisiologica. Se l’ingestione è recente si può ricorrere a lavanda gastrica entro 30 minuti dall’ingestione per accelerare l’eliminazione. Se si manifesta ipotensione, il paziente deve essere posto nella posizione di shock e si devono rapidamente reintegrare il volume ematico e i sali.

## Farmacodinamica
Il Fosinopril è un farmaco inattivo come tale (profarmaco) che viene idrolizzato dalle esterasi epatiche nel suo metabolita attivo, il Fosinoprilato.
Il Fosinopril appartiene alla categoria degli ACE inibitori ovvero a quei composti che agiscono a livello dell'enzima di conversione per l'angiotensina peptidil dipeptidasi. L'interazione è dovuta alla sua analogia strutturale con lo stato di transizione tetraedrico dell'idrolisi peptidica che avviene fisiologicamente tra la fenilalanina e l'istidina dell'angiotensina I. Il Fosinopril in particolare si lega a tale enzima mediante particolari interazioni:
- il gruppo fosfinico acido chela l'atomo di zinco attraverso un'interazione ionica
- la tasca idrofobica dell'enzima stabilisce interazioni idrofobiche con l'anello aromatico in catena laterale
- il carbossile del residuo della prolina stabilisce un'interazione ionica con gli amminoacidi basici presenti nel sito attivo dell'enzima.

L'enzima ACE coinvolto è una peptidasi responsabile della conversione dell'angiotensina I (decapeptide) in angiotensina II (octapeptide) grazie all'eliminazione di due amminoacidi. L'angiotensina II così formata è rilasciata a livello circolatorio e agisce nei tessuti bersaglio che hanno come recettore metabotropico AT1. L'angiotensina II promuove molteplici effetti quali la vasocostrizione diretta a livello circolatorio;la liberazione dell'aldosterone a livello del surrene che permette un aumento del riassorbimento di sodio e acqua; inoltre, stimola la secrezione di vasopressina che tramite i canali acquaporine-2 promuove un ulteriore riassorbimento di acqua; poi si ha la stimolazione del sistema simpatico e dei neuroni ipotalamici che inducono la sete e infine si ha un effetto trofico diretto che promuove la proliferazione cellulare a livello cardiaco e vasale.
Poiché il Fosinopril agisce inibendo tale enzima, si assiste ad un blocco della conversione dell’angiotensina I in angiotensina II con conseguente diminuzione dei livelli di quest'ultima. Le azioni sopra descritte promosse dall'angiotensina II vengono meno. In particolare si assiste ad una riduzione della vasocostrizione e della secrezione di aldosterone a dare un lieve aumento di potassio a livello plasmatico e una perdita di sodio e liquidi con le urine. Complessivamente l'effetto è quello di una riduzione della pressione arteriosa e un aumento della natriuresi.
Un altro effetto che caratterizza gli ACE inibitori è l'aumento di bradichinine che stimola la biosintesi delle prostaglandine. Questo avviene perché viene inibita la loro disattivazione con conseguente vasodilatazione e diminuzione della pressione arteriosa.
In commercio esiste un'associazione Fosinopril-Idroclorotiazide utile in pazienti che hanno risposto in modo inadeguato al trattamento con Fosinopril in monoterapia. Essa permette di avere un effetto sinergico tra l'ACE inibitore e il diuretico tiazidico con il Fosinopril che contrasta la deplezione di potassio plasmatico indotta dall'Idroclorotiazide.

## Farmacocinetica
Proprio come gli ACE-inibitori dicarbossilati, il Fosinoprilato (molecola attiva) risulta troppo idrofilo e quindi mostra una debole attività per via orale; una buona biodisponibilità si ottiene con il profarmaco Fosinopril, che contiene un raggruppamento (acilossi)alchile che consente una migliore solubilità nei lipidi.
Nella forma di profarmaco (Fosinopril) il raggruppamento estereo protegge l’azoto amminico dalla ionizzazione a pH fisiologico e l’ammina risulta meno basica, ma a seguito di bioattivazione (quindi di eliminazione del gruppo estereo), la vicinanza dell’ammina all’acido carbossilico ionizzato ne favorisce la sua stessa ionizzazione. L’azoto basico esalta l’acidità dell’acido carbossilico adiacente, al punto che normalmente si riscontra una pKa minore di quella che si avrebbe con l’acido carbossilico direttamente sull’atomo di azoto dell’anello.
Si tratta dunque di un farmaco acido nella sua forma attiva (pKa 2.5-3.5) che subisce facile ionizzazione a pH fisiologico a differenza di quasi tutti gli ACE-inibitori che dimostrano invece carattere anfotero.
In seguito a somministrazione orale l’entità dell’assorbimento si avvicina al 30-40% e non è influenzato particolarmente dall’assunzione di cibo, tuttavia la velocità di assorbimento potrebbe essere ridotta se assunto in concomitanza con i pasti. La biodisponibilità orale è del 36% circa, ed è attribuibile ad una combinazione di liposolubilità ed effetto di primo passaggio.
Dato il carattere acido del fosinoprilato la capacità di legame con le proteine plasmatiche risulta maggiore del 95% (in particolare con l’albumina) e il volume di distribuzione relativamente ridotto.
La bioattivazione del profarmaco è dovuta all’azione di esterasi presenti a livello della parete intestinale e del fegato, conduce al fosinoprilato, e avviene circa un’ora dopo la somministrazione del fosinopril. Dopo questo tempo infatti la molecola è stata per il 99% modificata e si evidenzia che il 75% circa è in forma di fosinoprilato attivo, il 15-20% sotto forma inattivata (glucuronide) e il 5% circa sotto forma del metabolita attivo 4-idrossifosinoprilato.
Il tempo di raggiungimento della concentrazione massima nella sangue è di circa 3 ore (infatti dopo circa 3-6 ore possiamo avere l’inibizione massima della risposta pressoria dell’angiotensina.
La via metabolica che interessa il Fosinopril è dunque la coniugazione con acido glucuronico, che si verifica sia con il profarmaco che con la forma attivata del farmaco stesso; ne segue eliminazione sotto forma di glucuronidi. L’eliminazione è per il 50% renale e per il 50% epatica. Proprio per questo motivo una funzione renale alterata non vede necessaria una riduzione di dosaggio, essendo la clearance renale compensata dall’aumento di quella epatica. Invece, i pazienti con insufficienza renale mostrano una clearance totale pari alla meta di quella dei pazienti sani.

## Controindicazioni
Il fosinopril è controindicato nei casi di:
- Ipersensibilità al principio attivo, ad altri ACE inibitori o ad uno qualsiasi degli eccipienti
- Anamnesi di angioedema causato da precedente trattamento con un ACE inibitore
- Angioedema ereditario o idiopatico
- Secondo e terzo trimestre di gravidanza
- L'uso concomitante di Fosinopril con medicinali contenenti aliskiren è controindicato nei pazienti affetti da diabete mellito o compromissione renale (velocità di filtrazione glomerulare GFR < 60 ml/min/1.73 m²)
- Funzionalità dei reni o del fegato compromessa.
- Ipotensione.

## Gravidanza e allattamento
L’uso degli ACE inibitori è controindicato durante il secondo ed il terzo trimestre di gravidanza, in quanto è associato a malformazioni congenite. Durante la gravidanza il trattamento con ACE inibitori deve essere immediatamente interrotto e si deve iniziare una terapia alternativa. L’esposizione ad ACE inibitori durante il secondo e il terzo trimestre induce tossicità fetale e tossicità neonatale.
Il fosinopril non deve essere assunto durante l’allattamento in quanto gli ACE-inibitori, tra cui quindi il Fosinopril, possono causare tossicità se somministrati durante l'allattamento, in quanto riescono a passare nel latte.

## Avvertenze
Tra le avvertenze e le precauzioni d'impiego possiamo trovare:
- Ipotensione sintomatica: L’ipotensione sintomatica si può manifestare in un paziente iperteso che riceve il Fosinopril sodico se il paziente è ipovolemico. Questo effetto è previsto e non è normalmente una ragione per l’interruzione del trattamento. Se l’ipotensione diventa sintomatica, può essere necessario ridurre la dose o interrompere l’utilizzo di Fosinopril sodico.[5]
- Funzione renale alterata: In casi di insufficienza renale, la dose iniziale di Fosinopril sodico non deve essere modificata. Il monitoraggio di routine del potassio e della creatinina fa parte della normale prassi medica per questi pazienti. Poiché il trattamento con diuretici può contribuire ad un aumento dell’urea nel sangue e della creatinina sierica, questo deve essere interrotto e la funzione renale deve essere monitorata durante le prime settimane di trattamento con fosinopril sodico. Può essere necessario l’utilizzo di una dose più bassa e/o l’interruzione del diuretico e/o dell’ACE inibitore.[5]
- Insufficienza epatica: Elevate concentrazioni di Fosinopril nel plasma si possono rilevare in pazienti con insufficienza epatica. I pazienti trattati con fosinopril sodico che sviluppano ittero o che mostrano un marcato aumento degli enzimi epatici devono interrompere l’utilizzo di fosinopril sodico.[5]
- Tosse: La tosse è stata osservata con l’utilizzo degli ACE inibitori. Solitamente, la tosse è non produttiva, persistente e scompare dopo l’interruzione del trattamento.[5]
- Operazioni / Anestesia: In pazienti sottoposti a operazioni importanti o durante anestesia con sostanze che causano ipotensione, il fosinopril sodico può inibire la formazione di angiotensina II.[5]
- Iperkaliemia: In alcuni pazienti trattati con il Fosinopril sodico, sono stati osservati incrementi del potassio sierico. I pazienti a rischio di sviluppo di iperkaliemia devono mantenere monitorati i livelli di potassio sierico.[5]
- Età pediatrica: L’assunzione del Fosinopril in questa fascia di età non è raccomandato. Non è disponibile una dose adatta a bambini di peso inferiore a 50 kg.[5]

## Interazioni con farmaci
Interazioni con altri medicinali:
- L’associazione di diuretici e Fosinopril aumenta l’effetto del farmaco nel ridurre la pressione sanguigna. Si rende necessaria la valutazione attenta del medico.
- Medicinali associati ad un aumento del potassio sierico (eparina): alcuni pazienti manifestano iperkaliemia. Se il Fosinopril sodico viene somministrato in associazione con diuretici che abbassano i livelli di potassio, l’ipokaliemia può migliorare.
- L’utilizzo concomitante di litio e ACE inibitori hanno evidenziato incrementi reversibili delle concentrazioni del litio nel siero e della sua tossicità. L’utilizzo di Fosinopril sodico in associazione con il litio non è raccomandato ma se l’associazione è necessaria, si devono monitorare attentamente i livelli di litio sierico.
- La somministrazione cronica di FANS può diminuire l’effetto antipertensivo di un ACE inibitore. I FANS e gli ACE inibitori hanno un effetto additivo sull’aumento del potassio sierico e possono portare a un deterioramento della funzione renale. Nei pazienti con funzionalità renale compromessa, come anziani e pazienti disidratati, si può manifestare insufficienza renale acuta. L’uso contemporaneo può diminuire l’attività del Fosinopril nel ridurre la pressione sanguigna.
- L’utilizzo concomitante di agenti antipertensivi come beta-bloccanti, metildopa, calcio antagonisti e diuretici può aumentare l’effetto antipertensivo. L’utilizzo concomitante di nitrati o altri vasodilatatori può ridurre ulteriormente la pressione sanguigna.
- L’utilizzo concomitante di alcuni anestetici, antidepressivi triciclici e antipsicotici con gli ACE inibitori può portare a un ulteriore abbassamento della pressione sanguigna
- La somministrazione degli ACE inibitori con farmaci antidiabetici (insulina, farmaci ipoglicemizzanti orali) può aumentare l’effetto ipoglicemizzante. Questo fenomeno è più probabile nei pazienti con insufficienza renale.
- L’alcool amplifica l’effetto ipotensivo del Fosinopril sodico.
- Gli antiacidi possono impedire l’assorbimento del Fosinopril sodico e quindi la somministrazione deve essere distanziata di almeno due ore.

## Effetti indesiderati
Come tutti i medicinali, questo farmaco può causare effetti indesiderati sebbene non tutte le persone li manifestino.
Tra gli effetti indesiderati più comuni che possono interessare 1 persona su 10 vi sono: angioedema, capogiro, tachicardia, cefalea, dispepsia, leucopenia, vertigini, nausea, diarrea, vomito, febbre, tosse secca, neutropenia, ipoglicemia, discrasia ematica, affaticamento, porpora, vasculiti, ipotensione, anemia, broncospasmo, rash, artralgia, dolore toracico, eruzione cutanea, dermatite, aumento delle fosfatasi alcaline,  aumento della bilirubina, aumento della LDH, aumento delle transaminasi.

## Studi clinici

### Effetti su pazienti con ipertensione lieve/moderata
Molti studi hanno evidenziato l’efficacia del Fosinopril in tali pazienti senza comparsa di tolleranza. Gli effetti antipertensivi si sono mantenuti costanti nel tempo senza alterare le funzioni renali, cardiache e nervose. Inoltre la sua sospensione improvvisa non ha provocato variazioni eccessive della pressione.

### Effetti su pazienti diabetici
Sono stati fatti due studi sull’uso del Fosinopril in combinazione con un antagonista di AT1:
- ONTARGET ovvero uno studio controllato randomizzato in pazienti con patologie cardiovascolari e cerebrospinali, diabete mellito di tipo 2 con danno d’organo
- VA Nephron-D ovvero uno studio controllato randomizzato in pazienti con diabete mellito di tipo 2 e nefropatia diabetica.

Il risultato non è stato buono per la terapia di associazione in quanto si è visto un aumento della mortalità, del danno renale, ipotensione e iperpotassiemia. Di conseguenza si è potuto concludere che l’associazione ACE inibitori e antagonisti AT1 non è utile in pazienti con nefropatia diabetica.
Un ulteriore studio randomizzato controllato è stato quello ALTITUDE che ha valutato l’efficacia dell’associazione di Aliskiren (300 mg, inibitore della renina) agli ACE inibitori come il Fosinopril. La popolazione comprendeva pazienti con diabete mellito di tipo 2 e malattia renale cronica, malattia vascolare o entrambe. Lo studio ha subito mostrato un aumento di effetti avversi con casi di morte cardiovascolare e ictus rispetto al placebo e ha portato alla sua interruzione. Si è concluso che l’Aliskiren è di per sé un potente antiipertensivo e quindi il suo uso con gli ACE inibitori è sconsigliato e addirittura controverso nel target di popolazione considerato.

### Effetti su pazienti con insufficienza cardiaca
È stato condotto uno studio prospettico randomizzato a gruppi paralleli per valutare gli effetti emodinamici dell’uso del Fosinopril in pazienti con insufficienza cardiaca tra i 18 e i 60 anni in trattamento con diuretici. Il Fosinopril è stato somministrato a diverse dosi e i parametri venivano monitorati costantemente. Il risultato è stato una riduzione del pre e del postcarico a breve termine, mentre a lungo termine si è vista una riduzione della necessità di usare il diuretico.  Quindi il Fosinopril è un buon farmaco da utilizzare in pazienti con tale patologia grazie al miglioramento dei sintomi e della tolleranza allo sforzo.

### Effetti su pazienti pediatrici
In uno studio randomizzato in doppio cieco su 252 bambini fra i 6 e 16 anni ipertesi è stata studiata la differenza nella somministrazione del Fosinopril a basse, medie ed elevate dosi. Alla fine dello studio non è stata determinata una relazione dose-risposta né una dose ottimale per i pazienti pediatrici.